# Carretera Federal 69
La Carretera Federal 69 es una carretera Mexicana que recorre los estados de San Luis Potosí y Querétaro, inicia en la ciudad de Río Verde y termina en Jalpan de Serra, tiene una longitud total de 105 km. 
Las carreteras federales de México se designan con números impares para rutas norte-sur y con números pares para las rutas este-oeste. Las designaciones numéricas ascienden hacia el sur de México para las rutas norte-sur y ascienden hacia el Este para las rutas este-oeste. Por lo tanto, la carretera federal 69, debido a su trayectoria de norte-sur, tiene la designación de número impar, y por estar ubicada en el Norte de México le corresponde la designación N° 69.

## Trayecto

### San Luis Potosí
Longitud = 53 km
- Río Verde – Carretera Federal 70
- Bordo Blanco
- Las Magdalenas
- Tapanco
- Puerto Martínez
- San Ciro de Acosta
- El Quelitalillo

### Querétaro
Longitud = 52 km
- Arroyo Seco
- Conca
- Ayutla
- El trapiche
- Purísima de Arista
- Saldiveño
- Jalpan de Serra – Carretera Federal 120